# Curba de indiferență

Curba de indiferență sau curba de isoutilitate a consumatorului reprezintă locul geometric al pachetelor posibile de bunuri pentru care utilitatea (satisfacția) consumatorului rămâne neschimbată.
Curba de indiferență a clientului potențial exprimă, - în termenii cheltuielii de timp și de energie fizică și psihică, - gradul de eliminare a problemelor asociate cu activitățile de pregătire a actului de acceptare-cumpărare a unui produs.
În această interpretare curba de indiferență devine o completare la valoarea furnizată clientului de consumul unui produs. Curba de indiferență ia în calcul acele probleme ce l-ar putea deranja sau opri pe client în achiziționarea produsului. 